# Bunya Mountains nationalpark
Bunya Mountains nationalpark är en nationalpark i Australien.   Den ligger i delstaten Queensland, i den östra delen av landet, 1 000 km norr om huvudstaden Canberra. Bunya Mountains nationalpark ligger 727 meter över havet.
I omgivningarna runt Bunya Mountains nationalpark växer huvudsakligen savannskog.